# 콘스탄티노스 파스파티스
콘스탄티노스 파스파티스(영어: Konstantinos Paspatis, 1878년 6월 5일 ~ 1903년 3월 14일)는 그리스의 테니스 선수이다. 그는 아테네에서 열린 1896년 하계 올림픽에 참가했다. 1878년 6월 5일에 잉글랜드의 리버풀에서 태어났으며 1903년 3월 14일에 아테네에서 사망했다.
파스파티스는 단식 종목에서 동메달을 땄다. 1라운드에서는 영국의 조지 S. 로버트슨을 꺾었다. 2라운드에서는 같은 그리스 동료인 아리스티디스 아크라토풀로스를 꺾고 준결승에 진출했다. 준결승에서는 금메달리스트인 존 피우스 볼랜드를 맞아서 패하고 말았다. 3, 4위를 가리기 위한 경기가 없었으므로 파스파티스는 헝가리의 터퍼비츠저 몸칠로와 함께 공동 3위에 올랐다.
복식 경기에서는 에반겔로스 랄리스와 짝을 이뤄서 경기에 나섰지만 1라운드에서 이집트인인 디오니시오스 카스다글리스와 그리스의 데메트리오스 페트로코키노스에게 졌다. 복식 경기에 나간 5팀 중에 공동 4위에 마크되었다.